# Kurt Lechner
Werner Langen, né le 26 octobre 1942, est un homme politique allemand. Membre de l'Union chrétienne-démocrate d'Allemagne (CDU), il est député européen des 1999 jusqu'à sa démission en 2012, en raison de son âge. Il est remplacé par Birgit Collin-Langen.

## Vie personnelle
Kurt Lechner est diplômé de la Old Languages School de Kaiserslautern en 1961. En 1961/62, il fait son service militaire.
De 1962 à 1967, il étudie le droit et les sciences politiques et économiques à Munich et à l'Université Johannes Gutenberg de Mayence. Au cours de ses études, il passe son premier examen et, en 1970, son deuxième examen d'État. De 1970 à 1973, il travaille comme notaire à Landau et à Kaiserslautern avant de s'y établir définitivement de 1973 à 1999.

## Carrière politique
Kurt Lechner est membre de la CDU depuis 1964. Il est de 1971 à 1977 président de la Junge Union en Rhénanie-Palatinat ainsi que membre du comité exécutif régional de la CDU-Rhénanie-Palatinat. Il est président de l'association de district CDU de la ville de Kaiserslautern et, de 1993 à 2011, président de district de la CDU Rheinhessen-Pfalz. De 1993 à 2005, il est membre du comité exécutif de la CDU.
De 1976 à 1979, il est membre du Landtag de Rhénanie-Palatinat. Il est élu au parlement européen en 1999 et est réélu jusqu'en 2009. Au sein du parlement européen, Il appartient au groupe du parti populaire européen. 
Le 17 mars 2012, Lechner  démissionne du Parlement européen. 